# Liste der Monuments historiques in Varrains
Die Liste der Monuments historiques in Varrains führt die Monuments historiques in der französischen Gemeinde Varrains auf.

## Liste der Bauwerke
| Bezeichnung       | Beschreibung                        | Standort               | Kennzeichnung | Schutzstatus | Datum | Bild |
| ----------------- | ----------------------------------- | ---------------------- | ------------- | ------------ | ----- | ---- |
| Logis de Varrains | Haus, erbaut im 17./18. Jahrhundert | 100, Grande Rue (Lage) | PA49000014    | Inscrit      | 1997  |      |

## Liste der Objekte
- Monuments historiques (Objekte) in Varrains in der Base Palissy des französischen Kultusministeriums